# زونقل
زونقل (به عربی: زونقل) یک روستا در سوریه است که در ناحیه مرکز منبج واقع شده‌است. زونقل ۱٬۹۶۶ نفر جمعیت دارد.